# Nikolaï Khanykov
Nikolaï Vladimirovitch Khanykov (Николай Владимирович Ханыков) ou Hanykov ou Nicolas de Khanikof ou Khanikoff, né en 1819 dans le gouvernement de Kalouga et mort le 15 novembre 1878 à Rambouillet, est un orientaliste russe.
Il est inhumé au cimetière du Père-Lachaise (86e division).

## Biographie
En 1858-1859, il parcourt la partie nord de la Perse en effectuant une triangulation établie sur plus de cent positions astronomiques et apporte de nouvelles indications sur l'orographie de la région.

## Quelques publications
- (ru) Description du khanat de Boukhara (1843)
- Mémoire sur la partie méridionale de l'Asie centrale, Paris : Martinet, 1861 (lire en ligne).
- Étude sur l'instruction publique en Russie (1865)
- Mémoire sur l'ethnographie de la Perse, in Recueil de voyages et de mémoires publié par la Société de géographie, t. 8, Paris, Imprimerie impériale, 1866 (lire en ligne).
- Notice sur le livre de Marco Polo édité et commenté par M. G. Pauthier, Paris : Journal asiatique, 1866-6 (tiré à part à lire en ligne).